# Kovács Imre (katonatiszt)
Kovács Imre (Borsa (Máramaros megye), 1823. – 1860.) regényíró, 1848-49-es honvédőrnagy.

## Élete
Földbirtokos szülőktől (amint életrajzi adatait maga leírta a Kampf und Verrath c. munkájában). 12 éves korában ment a máramarosszigeti gimnáziumba, ahol hat évig tanult; azután a pesti egyetemet látogatta, ahol a jogi tanulmányok elvégzése után máramarosmegyei esküdt lett. 1848 márciusában Pestre ment; ahonnét apja hazahívta és ott szeptemberben sereget toborzott. 650 emberét Szegedre vitte és azokból honvéd-zászlóaljat alakított; melynek tisztje és később a 21. honvéd-zászlóalj őrnagya volt. A világosi fegyverletétel után Komáromba menekült. 1851-ben Grimmában, 1856-ban Ostendében élt.

## Munkái
- Kampf und Verrath. Blätter aus dem Kriegstagebuche eines Honvédoffiziers. Nach der ungarischen Originalhandschrift treu übertragen von Theodor Navay. Grimma und Leipzig, 1850. Online
- Palatin und Insurgent. Revolutions-Roman aus Ungarns Neuzeit. Grimma und Leipzig, 1850. Két kötet.
- Batthyány, der letzte Magnat. Roman aus Ungarns neuester Geschichte. Grimma, 1851. Két kötet.
- Ungar und Spanierin. Roman. Nach dem Ungarischen bearbeitet. Grimma & Leipzig, 1851. Két kötet. (Jósika Miklósnak egy beszélye után átdolgozva, melyet Jósika nem ismert el magáénak. L. M. Irók V. 664. h.)